# Olympische Sommerspiele 1988/Hockey
Bei den XXVII. Olympischen Sommerspielen 1988 in Seoul fanden zwei Wettkämpfe im Hockey statt. Die Turniere wurden im Seongnam-Stadion ausgetragen. Das Hauptstadion hatte 21.262 Plätze, das Nebenstadium 2.000.

## Herren

### Spielmodus
Wie bei den vorangegangenen Spielen in Los Angeles 1984 spielten die 12 Teilnehmer in zwei Gruppen A und B, anschließend die Überkreuzspiele und dann das Finale.

### Gruppe A
| Australien und die Niederlande qualifizierten sich für das Halbfinale. |  |                           |           |  |
| 18. September                                                          |  | Pakistan – Spanien        | 5:1 (0:1) |  |
|                                                                        |  | Niederlande – Argentinien | 5:1 (2:1) |  |
|                                                                        |  | Australien – Kenia        | 7:1 (3:0) |  |
| 20. September                                                          |  | Australien – Argentinien  | 4:0 (2:0) |  |
|                                                                        |  | Niederlande – Spanien     | 1:1 (0:0) |  |
|                                                                        |  | Pakistan – Kenia          | 8:0 (4:0) |  |
| 22. September                                                          |  | Pakistan – Argentinien    | 2:1 (1:0) |  |
|                                                                        |  | Kenia – Spanien           | 2:4 (1:3) |  |
|                                                                        |  | Australien – Niederlande  | 3:2 (2:0) |  |
| 24. September                                                          |  | Niederlande – Kenia       | 2:1 (1:0) |  |
|                                                                        |  | Australien – Pakistan     | 4:0 (4:0) |  |
|                                                                        |  | Argentinien – Spanien     | 1:0 (0:0) |  |
| 26. September                                                          |  | Australien – Spanien      | 1:0 (0:0) |  |
|                                                                        |  | Argentinien – Kenia       | 5:1 (1:1) |  |
|                                                                        |  | Niederlande – Pakistan    | 2:0 (2:0) |  |

| Tabelle Gruppe A | Tabelle Gruppe A | Tabelle Gruppe A | Tabelle Gruppe A | Tabelle Gruppe A |
| Platz            | Team             | Spiele           | Tore             | Punkte           |
| ---------------- | ---------------- | ---------------- | ---------------- | ---------------- |
| 1.               | Australien       | 5                | 19:03            | 10               |
| 2.               | Niederlande      | 5                | 12:06            | 7                |
| 3.               | Pakistan         | 5                | 15:08            | 6                |
| 4.               | Argentinien      | 5                | 08:12            | 4                |
| 5.               | Spanien          | 5                | 06:10            | 3                |
| 6.               | Kenia            | 5                | 05:26            | 0                |

### Gruppe B
| Deutschland und Großbritannien qualifizierten sich für das Halbfinale. |  |                              |           |  |
| 18. September                                                          |  | Sowjetunion – Indien         | 1:0 (1:0) |  |
|                                                                        |  | Deutschland – Kanada         | 3:1 (2:1) |  |
|                                                                        |  | Großbritannien – Südkorea    | 2:2 (1:0) |  |
| 20. September                                                          |  | Großbritannien – Kanada      | 3:0 (1:0) |  |
|                                                                        |  | Deutschland – Indien         | 1:1 (1:1) |  |
|                                                                        |  | Sowjetunion – Südkorea       | 3:1 (1:1) |  |
| 22. September                                                          |  | Südkorea – Indien            | 1:3 (1:0) |  |
|                                                                        |  | Sowjetunion – Kanada         | 0:0       |  |
|                                                                        |  | Großbritannien – Deutschland | 1:2 (1:0) |  |
| 24. September                                                          |  | Deutschland – Südkorea       | 1:0 (0:0) |  |
|                                                                        |  | Großbritannien – Sowjetunion | 3:1 (0:0) |  |
|                                                                        |  | Kanada – Indien              | 1:5 (1:3) |  |
| 26. September                                                          |  | Deutschland – Sowjetunion    | 6:0 (2:0) |  |
|                                                                        |  | Großbritannien – Indien      | 3:0 (0:0) |  |
|                                                                        |  | Kanada – Südkorea            | 1:1 (1:1) |  |

| Tabelle Gruppe B | Tabelle Gruppe B | Tabelle Gruppe B | Tabelle Gruppe B | Tabelle Gruppe B |
| Platz            | Team             | Spiele           | Tore             | Punkte           |
| ---------------- | ---------------- | ---------------- | ---------------- | ---------------- |
| 1.               | Deutschland      | 5                | 13:03            | 9                |
| 2.               | Großbritannien   | 5                | 12:05            | 7                |
| 3.               | Indien           | 5                | 09:07            | 5                |
| 4.               | Sowjetunion      | 5                | 05:10            | 5                |
| 5.               | Südkorea         | 5                | 05:10            | 2                |
| 6.               | Kanada           | 5                | 03:12            | 2                |

### Qualifikation
| 28. September |  | Spanien – Kanada            | 2:0 (1:0)                    | um Platz 9–12 |
|               |  | Südkorea – Kenia            | 5:2 n. V. (2:2,2:1)          | um Platz 9–12 |
|               |  | Pakistan – Sowjetunion      | 1:0 (0:0)                    | um Platz 5–8  |
|               |  | Indien – Argentinien        | 6:6 n. V. (5:5,4:2) 4:3 i.S. | um Platz 5–8  |
|               |  | Australien – Großbritannien | 2:3 (0:1)                    | Halbfinale    |
|               |  | Deutschland – Niederlande   | 2:1 (0:1)                    | Halbfinale    |

### Finale
| 29. September |  | Kanada – Kenia               | 3:1 (3:0) | um Platz 11 |
|               |  | Spanien – Südkorea           | 2:0 (1:0) | um Platz 9  |
| 30. September |  | Sowjetunion – Argentinien    | 4:1 (2:1) | um Platz 7  |
|               |  | Indien – Pakistan            | 1:2 (0:1) | um Platz 5  |
| 1. Oktober    |  | Australien – Niederlande     | 1:2 (0:1) | um Platz 3  |
|               |  | Deutschland – Großbritannien | 1:3 (0:1) | Endspiel    |

| Rangliste | Rangliste      |
| Platz     | Team           |
| --------- | -------------- |
| 1.        | Großbritannien |
| 2.        | Deutschland    |
| 3.        | Niederlande    |
| 4.        | Australien     |
| 5.        | Pakistan       |
| 6.        | Indien         |
| 7.        | Sowjetunion    |
| 8.        | Argentinien    |
| 9.        | Spanien        |
| 10.       | Südkorea       |
| 11.       | Kanada         |
| 12.       | Kenia          |

### Medaillengewinner
| | | | 4 |
| Großbritannien | BR Deutschland | Niederlande | Australien |
| --- | --- | --- | --- |
| Paul Barber Stephen Batchelor Kulbir Bhaura Robert Clift Richard Dodds David Faulkner Russell Garcia Martyn Grimley Sean Kerly Jimmy Kirkwood Richard Leman Stephen Martin Veryan Pappin Jon Potter Imran Sherwani Ian Taylor | Stefan Blöcher Dirk Brinkmann Thomas Brinkmann Heiner Dopp Hanns-Henning Fastrich Carsten Fischer Tobias Frank Volker Fried Horst-Ulrich Hänel Michael Hilgers Andreas Keller Michael Metz Andreas Mollandin Thomas Reck Christian Schliemann Ekkhard Schmidt-Opper | Marc Benninga Cees Jan Diepeveen Patrick Faber René Klaassen Hendrik Jan Kooijman Taco van den Honert Hidde Kruize Frank Leistra Erik Parlevliet Gert Jan Schlatmann Tim Steens Floris Jan Bovelander Jacques Brinkman Marc Delissen Maurits Crucq Ronald Jansen | Craig Davies Colin Batch John Bestall Warren Birmingham Ric Charlesworth Andrew Deane Michael York Mark Hager Jay Stacy Neil Hawgood Peter Noel Graham Reid Roger Smith Neil Snowden David Wansbrough Ken Wark |

## Damen

### Spielmodus
Zunächst spielten die 8 Teilnehmer in 2 Gruppen A und B jeder gegen jeden. Anschließend wurden über Kreuz die Halbfinals zwischen den Ersten und Zweiten der Gruppen, und die Qualifikation für die Plätze 5 bis 8 zwischen den Dritten und Vierten ausgetragen. Im abschließenden Finale wurden die Platzierungen ausgespielt.

### Gruppe A
| Die Niederlande und Großbritannien qualifizierten sich für das Halbfinale. |  |                              |           |  |
| 21. September                                                              |  | Argentinien – Großbritannien | 0:1 (0:1) |  |
|                                                                            |  | Niederlande – USA            | 3:1 (2:0) |  |
| 23. September                                                              |  | Niederlande – Großbritannien | 5:1 (3:1) |  |
|                                                                            |  | Argentinien – USA            | 2:1 (1:0) |  |
| 25. September                                                              |  | USA – Großbritannien         | 2:2 (0:1) |  |
|                                                                            |  | Niederlande – Argentinien    | 1:0 (1:0) |  |

| Tabelle Gruppe A | Tabelle Gruppe A | Tabelle Gruppe A | Tabelle Gruppe A | Tabelle Gruppe A |
| Platz            | Team             | Spiele           | Tore             | Punkte           |
| ---------------- | ---------------- | ---------------- | ---------------- | ---------------- |
| 1.               | Niederlande      | 3                | 9:2              | 6                |
| 2.               | Großbritannien   | 3                | 4:7              | 3                |
| 3.               | Argentinien      | 3                | 2:3              | 2                |
| 4.               | USA              | 3                | 4:7              | 1                |

### Gruppe B
| Südkorea und Australien qualifizierten sich für das Halbfinale. Das Vorrundenspiel zwischen diesen beiden Teams war atemberaubend: "Es verkörperte geradezu die Zukunft des modernen Damenhockey." (www.hockey.de) Im Finale standen sich beide Teams erneut gegenüber. |  |                          |           |  |
| 21. September |  | Südkorea – Deutschland   | 4:1 (2:1) |  |
| |  | Australien – Kanada      | 1:1 (0:1) |  |
| 23. September |  | Australien – Deutschland | 1:0 (0:0) |  |
| |  | Südkorea – Kanada        | 3:1 (2:1) |  |
| 25. September |  | Kanada – Deutschland     | 1:2 (0:1) |  |
| |  | Australien – Südkorea    | 5:5 (4:3) |  |

| Tabelle Gruppe B | Tabelle Gruppe B | Tabelle Gruppe B | Tabelle Gruppe B | Tabelle Gruppe B |
| Platz            | Team             | Spiele           | Tore             | Punkte           |
| ---------------- | ---------------- | ---------------- | ---------------- | ---------------- |
| 1.               | Südkorea         | 3                | 12:7             | 5                |
| 2.               | Australien       | 3                | 07:6             | 4                |
| 3.               | Deutschland      | 3                | 03:6             | 2                |
| 4.               | Kanada           | 3                | 03:6             | 1                |

### Qualifikation
| 27. September |  | Argentinien – Kanada      | 1:3 n. V. (1:1,0:1) | um Platz 5–8 |
|               |  | Deutschland – USA         | 2:1 (0:1)           | um Platz 5–8 |
|               |  | Niederlande – Australien  | 2:3 (1:1)           | Halbfinale   |
|               |  | Südkorea – Großbritannien | 1:0 (1:0)           | Halbfinale   |

### Finale
| 29. September |  | USA – Argentinien            | 1:3 n. V. (1:1,0:0) | um Platz 7 |
|               |  | Deutschland – Kanada         | 4:2 (1:1)           | um Platz 5 |
| 30. September |  | Niederlande – Großbritannien | 3:1 (3:1)           | um Platz 3 |
|               |  | Australien – Südkorea        | 2:0 (0:0)           | Endspiel   |

| Rangliste | Rangliste      |
| Platz     | Team           |
| --------- | -------------- |
| 1.        | Australien     |
| 2.        | Südkorea       |
| 3.        | Niederlande    |
| 4.        | Großbritannien |
| 5.        | Deutschland    |
| 6.        | Kanada         |
| 7.        | Argentinien    |
| 8.        | USA            |

### Medaillengewinnerinnen
| | | | 4 |
| Australien | Südkorea | Niederlande | Großbritannien |
| --- | --- | --- | --- |
| Tracey Belbin Debbie Bowman Sharon Buchanan Lee Capes Michelle Capes Sally Carbon Elspeth Clement Loretta Dorman Maree Fish Rechelle Hawkes Lorraine Hillas Kathleen Partridge Jackie Pereira Sandra Pisani Kim Small Liane Tooth | Suh Kwang-mi Lim Kye-sook Park Soon-ja Suh Hyo-sun Kim Mi-sun Kim Soon-duk Kim Young-sook Han Ok-kyung Hwang Keum-sook Jin Won-sim Chun Eun-kyung Chung Sang-hyun Han Keum-sil Chang Eun-jung Choi Choon-ok Cho Ki-hyang | Willemien Aardenburg Carina Benninga Yvonne Buter Det de Beus Marjolein Bolhuis Annemieke Fokke Noor Holsboer Lisanne Lejeune Anneloes Nieuwenhuizen Martine Ohr Marieke van Doorn Helen van der Ben Aletta van Manen Sophie von Weiler Laurien Willemse Ingrid Wolff | Gill Atkins Wendy Banks Gill Brown Karen Brown Mary Nevill Julie Cook Vickey Dixon Wendy Fraser Barbara Hambly Caroline Jordan Violet McBride Moira MacLeod Caroline Brewer Jane Sixsmith Kate Parker Alison Ramsay |

### Team Deutschland
Das Team aus der Bundesrepublik Deutschland war als Vizeweltmeister von 1986 mit hohen Erwartungen an den Start gegangen, musste aber nach Niederlagen gegen die Australierinnen und die Südkoreanerinnen alle Medaillenhoffnungen begraben. Am Schluss blieb ein fünfter Platz.
| BR Deutschland |
| --- |
| Gaby Appel Bettina Blumenberg Dagmar Bremer Pia Büchel Christine Ferneck Heike Gehrmann Viola Grahl Martina Hallmen Eva Hegener Carola Hoffmann Caren Jungjohann Susi Schmid Gaby Schöwe Gabriele Uhlenbruck Silke Wehrmeister Susanne Wollschläger |